# 石泉縣 (茂州)
石泉縣是唐代茂州都督府所屬的一個縣，漢岷山縣，屬蜀郡。貞觀八年，置石泉縣，永徽二年省北川縣入。熙寧九年，即汶川縣置威戎軍使，以石泉縣隸綿州，政和七年，建為石泉軍，割蜀州之永康縣、綿州之龍安縣、神泉縣來隸。元中統五年，升為安州，領一縣石泉縣，明屬龍安府，清代仍屬龍安府。民國二年改稱北川縣。